# Lijst van nummer 1-albums in de Nederlandse Album Top 100 in 1977
Onderstaande albums stonden in 1977 op nummer 1 in de Nationale Hitparade LP Top 20, de voorloper van de huidige Nederlandse Album Top 100. De Nationale Hitparade LP Top 20 werd wekelijks samengesteld door Buma/Stemra in opdracht van de Nationale Hitparade.
| Nummer | Datum        | Artiest                              | Titel                           | Opmerking  |
| ------ | ------------ | ------------------------------------ | ------------------------------- | ---------- |
| 94     | 1 januari    | ABBA                                 | Arrival                         |            |
| 95     | 8 januari    | Eagles                               | Hotel California                |            |
| 96     | 15 januari   | Queen                                | A day at the races              |            |
|        | 22 januari   | Queen                                | A day at the races              |            |
|        | 29 januari   | Queen                                | A day at the races              |            |
|        | 5 februari   | Queen                                | A day at the races              |            |
|        | 12 februari  | Queen                                | A day at the races              |            |
| 97     | 19 februari  | Pink Floyd                           | Animals                         |            |
|        | 26 februari  | Pink Floyd                           | Animals                         |            |
| 98     | 5 maart      | Andrew Lloyd Webber                  | Evita (musical)                 | Soundtrack |
|        | 12 maart     | Andrew Lloyd Webber                  | Evita (musical)                 | Soundtrack |
|        | 19 maart     | Andrew Lloyd Webber                  | Evita (musical)                 | Soundtrack |
|        | 26 maart     | Andrew Lloyd Webber                  | Evita (musical)                 | Soundtrack |
| 99     | 2 april      | Fleetwood Mac                        | Rumours                         |            |
|        | 9 april      | Fleetwood Mac                        | Rumours                         |            |
|        | 16 april     | Fleetwood Mac                        | Rumours                         |            |
|        | 23 april     | Fleetwood Mac                        | Rumours                         |            |
|        | 30 april     | Fleetwood Mac                        | Rumours                         |            |
|        | 7 mei        | Fleetwood Mac                        | Rumours                         |            |
|        | 14 mei       | Fleetwood Mac                        | Rumours                         |            |
|        | 21 mei       | Fleetwood Mac                        | Rumours                         |            |
|        | 28 mei       | Fleetwood Mac                        | Rumours                         |            |
|        | 4 juni       | Fleetwood Mac                        | Rumours                         |            |
|        | 11 juni      | Fleetwood Mac                        | Rumours                         |            |
| 95     | 18 juni      | Eagles                               | Hotel California                |            |
|        | 25 juni      | Eagles                               | Hotel California                |            |
|        | 2 juli       | Eagles                               | Hotel California                |            |
|        | 9 juli       | Eagles                               | Hotel California                |            |
|        | 16 juli      | Eagles                               | Hotel California                |            |
|        | 23 juli      | Eagles                               | Hotel California                |            |
| 100    | 30 juli      | Neil Diamond                         | Love at the Greek               |            |
|        | 6 augustus   | Neil Diamond                         | Love at the Greek               |            |
|        | 13 augustus  | Neil Diamond                         | Love at The Greek               |            |
|        | 20 augustus  | Neil Diamond                         | Love at the Greek               |            |
|        | 27 augustus  | Neil Diamond                         | Love at the Greek               |            |
|        | 3 september  | Neil Diamond                         | Love at the Greek               |            |
|        | 10 september | Neil Diamond                         | Love at the Greek               |            |
| 101    | 17 september | Golden Earring                       | Live                            | Livealbum  |
| 102    | 24 september | Santa Esmeralda starring Leroy Gomez | Don't let me be misunderstood   |            |
|        | 1 oktober    | Santa Esmeralda starring Leroy Gomez | Don't let me be misunderstood   |            |
|        | 8 oktober    | Santa Esmeralda starring Leroy Gomez | Don't let me be misunderstood   |            |
|        | 15 oktober   | Santa Esmeralda starring Leroy Gomez | Don't let me be misunderstood   |            |
|        | 22 oktober   | Santa Esmeralda starring Leroy Gomez | Don't let me be misunderstood   |            |
|        | 29 oktober   | Santa Esmeralda starring Leroy Gomez | Don't let me be misunderstood   |            |
|        | 5 november   | Santa Esmeralda starring Leroy Gomez | Don't let me be misunderstood   |            |
| 103    | 12 november  | Supertramp                           | Even in the quietest moments... |            |
|        | 19 november  | Supertramp                           | Even in the quietest moments... |            |
| 104    | 26 november  | Queen                                | News of the world               |            |
| 105    | 3 december   | Rod Stewart                          | Foot loose and fancy free       |            |
| 104    | 10 december  | Queen                                | News of the world               |            |
|        | 17 december  | Queen                                | News of the world               |            |
| 106    | 24 december  | Vader Abraham                        | In Smurfenland                  |            |
|        | 31 december  | Vader Abraham                        | In Smurfenland                  |            |